# 盖约
盖约（拉丁語： 130年—180年）知名古罗马法学家，所知生平有限，参与制定了《法学阶梯》，成为后来罗马法的重要来源之一。此外他还写有其他相关的法学著作，涉及罗马法的起源和法律评论。后世的《查士丁尼法典》大量借鉴了其著作。